# U17ラグビー日本代表
U17ラグビー日本代表（アンダーセブンティーン（ユーじゅうなな）ラグビーにほんだいひょう）は、日本ラグビーフットボール協会（JRFU）によって、17歳以下の選手で編成される15人制ラグビーのナショナルチームである。夏期合宿を経て、日・韓・中ジュニア交流競技会に出場する。2002年からユース強化を目的に、本格的に始動した。
ほぼ同年齢のチームとして高校ラグビー日本代表があり、年齢が近いチームとしては、U20ラグビー日本代表、U20選手を中心に編成したJAPAN XVがある。

## 概要
毎年夏期に国内合宿を行い、8月下旬に開催されるスポーツ国際大会「日・韓・中ジュニア交流競技会」のラグビーフットボール競技へ参加する。この大会は、ラグビーフットボールのほか全11種のスポーツが行われ、開催地は日本、韓国、中国の持ち回りとなっている。日本では日本スポーツ協会が主幹となっている。
2020年（第28回）から2022年（第30回）までは、新型コロナウイルス感染症の世界的流行により大会が中止。チーム結成も無かった。2023年に、4年ぶりに開催される。
一方、ほぼ同年齢で構成の「高校ラグビー日本代表」は、年間を通じて数回の強化合宿を経て、毎年3月にヨーロッパや南半球の強豪国へ遠征試合を行っている。

## チームメンバー
- 4年ぶり、2023年8月23日から開催の第31回「日・韓・中ジュニア交流競技会」[4]に向けて、8月14日にU17日本代表メンバー発表。全国９地区別に行われたトレーニング合宿「U17ブロックトレセン」、ブロック同士で対決する「コベルコカップ2023」（2023年7月開催の第19回全国高等学校合同チームラグビーフットボール大会）をもとに選出された[5][6]。
- 2024年8月開催の第32回大会に向け、「U17ブロックトレセン[7]」と8月初旬の「コベルコカップ2024（第20回全国高校合同大会）[8]」をもとに、8月14日にU17日本代表メンバーが選出された[9]。
- 2025年7月22日、第33回「日・韓・中ジュニア交流競技会（8月23日～8月29日、中国・内モンゴル自治区）」に向けた U17日本代表メンバーが発表された[10]。8月20日から22日まで、神奈川県横浜市で直前合宿を行う[10]。

## スタッフ
第33回「2025年 日・韓・中ジュニア交流競技会」中国大会 U17日本代表スタッフ。2025年7月22日現在。
| 役職       | 名前     | 所属                                                | 備考                   |
| ---------- | -------- | --------------------------------------------------- | ---------------------- |
| 団長       | 山口優   | 全国高等学校体育連盟（高体連）ラグビー専門部 副部長 |                        |
| 監督       | 大島淳史 | 京都市立京都工学院高等学校                          | 前年大会に引き続き担当 |
| コーチ     | 出村知也 | 石見智翠館高等学校                                  | 前年大会に引き続き担当 |
| ドクター   | 今里浩之 | 宮崎大学医学部附属病院                              | 前年大会に引き続き担当 |
| トレーナー | 平戸幹憲 | 横浜医療専門学校                                    |                        |
| 総務       | 竹腰浩司 | 愛知県立旭野高等学校                                | 前年大会に引き続き担当 |

## 戦績

### 日・韓・中ジュニア交流競技会
日・中・韓ジュニア交流競技会は、毎年8月下旬に3か国持ち回り開催で行われる、ラグビーのほか全11競技における高校生世代による大会。
初期の頃は以下のように、U17ではなく、1つの高校ラグビー部か、県単位の選抜チームを「日本代表」として派遣していた。当時の記録として残っているものは、以下の4大会。
- 第1回（1993年） - 日本代表（山梨県立日川高校）が韓国に敗れる[11]。
- 第2回（1994年） - 事実上の日本代表として「全愛知」チームが韓国に2敗[12]。
- 第3回（1995年） - 福島県選抜チームが日本代表として派遣され、韓国に1敗、中国に1勝[13]。
- 第5回（1997年） - 日本代表（大阪市立都島工業高校）が韓国に2敗[14]。

2002年、日本ラグビーフットボール協会は「ユース強化元年」と位置づけ、「U17日本代表」チームを新たに編成。この年から夏期強化合宿を始めて、8月下旬の日・韓・中ジュニア交流競技会に出場した。日本協会の公開資料によると、その出場記録は2007年までは残っていない。
| 年   | 回     | 開催地                 | 月日                                           | 勝敗                                           | スコア                                         | 相手                                           | 備考                                                           |
| ---- | ------ | ---------------------- | ---------------------------------------------- | ---------------------------------------------- | ---------------------------------------------- | ---------------------------------------------- | -------------------------------------------------------------- |
| 2008 | 第16回 | 日本・千葉市           | 8月24日                                        | ○                                              | 57-10                                          | 韓国                                           | [ 17 ]                                                         |
| 2008 | 第16回 | 日本・千葉市           | 8月26日                                        | ○                                              | 55-0                                           | 中華人民共和国                                 | [ 17 ]                                                         |
| 2009 | 第17回 | 韓国・木浦市           | 8月24日                                        | ○                                              | 60-5                                           | 韓国全羅南道                                   | [ 18 ] [ 19 ] [ 20 ]                                           |
| 2009 | 第17回 | 韓国・木浦市           | 8月26日                                        | ○                                              | 78-5                                           | 韓国                                           | [ 18 ] [ 19 ] [ 20 ]                                           |
| 2009 | 第17回 | 韓国・木浦市           | 8月27日                                        | ○                                              | 72-0                                           | 中華人民共和国                                 | [ 18 ] [ 19 ] [ 20 ]                                           |
| 2010 | 第18回 | 中国・鄭州市           | 8月25日                                        | ○                                              | 58-7                                           | 中華人民共和国                                 | [ 21 ] [ 22 ] [ 23 ] [ 24 ] [ 25 ]                             |
| 2010 | 第18回 | 中国・鄭州市           | 8月26日                                        | ○                                              | 32-7                                           | 韓国                                           | [ 21 ] [ 22 ] [ 23 ] [ 24 ] [ 25 ]                             |
| 2011 | 第19回 | 日本・愛知県           | 8月23日                                        | ○                                              | 33-12                                          | 韓国                                           | [ 26 ] [ 27 ] [ 28 ]                                           |
| 2011 | 第19回 | 日本・愛知県           | 8月25日                                        | ○                                              | 84-0                                           | 中華人民共和国                                 | [ 26 ] [ 27 ] [ 28 ]                                           |
| 2012 | 第20回 | 韓国・光州広域市       | 8月24日                                        | ●                                              | 21-31                                          | 韓国U18                                        | [ 29 ] [ 30 ]                                                  |
| 2012 | 第20回 | 韓国・光州広域市       | 8月26日                                        | ○                                              | 59-7                                           | 中華人民共和国U18                              | [ 29 ] [ 30 ]                                                  |
| 2012 | 第20回 | 韓国・光州広域市       | 8月27日                                        | ○                                              | 64-7                                           | 中華人民共和国U18光州選抜                      | [ 29 ] [ 30 ]                                                  |
| 2013 | 第21回 | 中国・維坊市           | 8月24日                                        | ○                                              | 69-0                                           | 中華人民共和国維坊市選抜                       | [ 31 ] [ 32 ] [ 33 ]                                           |
| 2013 | 第21回 | 中国・維坊市           | 8月26日                                        | ○                                              | 68-7                                           | 韓国U18                                        | [ 31 ] [ 32 ] [ 33 ]                                           |
| 2013 | 第21回 | 中国・維坊市           | 8月27日                                        | ○                                              | 47-6                                           | 中華人民共和国U18                              | [ 31 ] [ 32 ] [ 33 ]                                           |
| 2014 | 第22回 | 日本・岩手県盛岡市     | 8月24日                                        | ○                                              | 34-12                                          | 韓国U18                                        | [ 34 ] [ 35 ] [ 36 ] [ 37 ] [ 38 ] [ 39 ] [ 40 ]               |
| 2014 | 第22回 | 日本・岩手県盛岡市     | 8月26日                                        | ○                                              | 78-7                                           | 日本岩手県選抜                                 | [ 34 ] [ 35 ] [ 36 ] [ 37 ] [ 38 ] [ 39 ] [ 40 ]               |
| 2014 | 第22回 | 日本・岩手県盛岡市     | 8月27日                                        | ○                                              | 91-5                                           | 中華人民共和国U18                              | [ 34 ] [ 35 ] [ 36 ] [ 37 ] [ 38 ] [ 39 ] [ 40 ]               |
| 2015 | 第23回 | 韓国・済州特別自治道   | 8月25日                                        | ○                                              | 40-34                                          | 韓国U18                                        | [ 41 ] [ 42 ] [ 43 ] [ 44 ] [ 45 ]                             |
| 2015 | 第23回 | 韓国・済州特別自治道   | 8月26日                                        | ○                                              | 60-0                                           | 中華人民共和国U18                              | [ 41 ] [ 42 ] [ 43 ] [ 44 ] [ 45 ]                             |
| 2015 | 第23回 | 韓国・済州特別自治道   | 8月27日                                        | ○                                              | 83-10                                          | 韓国済州選抜                                   | [ 41 ] [ 42 ] [ 43 ] [ 44 ] [ 45 ]                             |
| 2016 | 第24回 | 中国・浙江省寧波市     | 8月26日                                        | ○                                              | 21-19                                          | 中華人民共和国U18                              | [ 46 ] [ 47 ] [ 48 ] [ 49 ] [ 50 ]                             |
| 2016 | 第24回 | 中国・浙江省寧波市     | 8月27日                                        | ○                                              | 71-24                                          | 韓国U18                                        | [ 46 ] [ 47 ] [ 48 ] [ 49 ] [ 50 ]                             |
| 2017 | 第25回 | 日本・茨城県           | 8月24日                                        | ○                                              | 113-0                                          | 韓国U18                                        | [ 51 ] [ 52 ] [ 53 ] [ 54 ] [ 55 ] [ 56 ] [ 57 ]               |
| 2017 | 第25回 | 日本・茨城県           | 8月27日                                        | ○                                              | 73-5                                           | 中華人民共和国U19                              | [ 51 ] [ 52 ] [ 53 ] [ 54 ] [ 55 ] [ 56 ] [ 57 ]               |
| 2018 | 第26回 | 韓国・全羅南道麗水市   | 8月24日                                        | ○                                              | 52-18                                          | 韓国U18                                        | [ 58 ] [ 59 ] [ 60 ] [ 61 ] [ 62 ] [ 63 ] [ 64 ] [ 65 ] [ 66 ] |
| 2018 | 第26回 | 韓国・全羅南道麗水市   | 8月26日                                        | ○                                              | 96-0                                           | 韓国羅南道選抜                                 | [ 58 ] [ 59 ] [ 60 ] [ 61 ] [ 62 ] [ 63 ] [ 64 ] [ 65 ] [ 66 ] |
| 2018 | 第26回 | 韓国・全羅南道麗水市   | 8月27日                                        | ○                                              | 65-6                                           | 中華人民共和国U18                              | [ 58 ] [ 59 ] [ 60 ] [ 61 ] [ 62 ] [ 63 ] [ 64 ] [ 65 ] [ 66 ] |
| 2019 | 第27回 | 中国・湖南省長沙市     | 8月24日                                        | ○                                              | 97-3                                           | 中華人民共和国長沙選抜                         | [ 67 ] [ 68 ] [ 69 ] [ 70 ] [ 71 ] [ 72 ] [ 73 ] [ 74 ]        |
| 2019 | 第27回 | 中国・湖南省長沙市     | 8月26日                                        | ○                                              | 57-14                                          | 韓国U18                                        | [ 67 ] [ 68 ] [ 69 ] [ 70 ] [ 71 ] [ 72 ] [ 73 ] [ 74 ]        |
| 2019 | 第27回 | 中国・湖南省長沙市     | 8月27日                                        | ○                                              | 76-17                                          | 中華人民共和国U18                              | [ 67 ] [ 68 ] [ 69 ] [ 70 ] [ 71 ] [ 72 ] [ 73 ] [ 74 ]        |
| 2020 | 第28回 | 日本・秋田県           | 新型コロナウイルス感染症の世界的流行のため中止 | 新型コロナウイルス感染症の世界的流行のため中止 | 新型コロナウイルス感染症の世界的流行のため中止 | 新型コロナウイルス感染症の世界的流行のため中止 | [ 75 ]                                                         |
| 2021 | 第29回 | 韓国・済州特別自治道   | 同上                                           | 同上                                           | 同上                                           | 同上                                           |                                                                |
| 2022 | 第30回 | 中国・武漢市           | 同上                                           | 同上                                           | 同上                                           | 同上                                           |                                                                |
| 2023 | 第31回 | 日本・和歌山県         | 8月24日                                        | ○                                              | 64-0                                           | 韓国U18                                        | [ 76 ] [ 77 ] [ 78 ] [ 79 ]                                    |
| 2023 | 第31回 | 日本・和歌山県         | 8月27日                                        | ○                                              | 62-12                                          | 中華人民共和国U18                              | [ 76 ] [ 77 ] [ 78 ] [ 79 ]                                    |
| 2024 | 第32回 | 韓国・慶尚北道         | 8月26日                                        | ○                                              | 66−5                                           | 中華人民共和国U18                              | [ 80 ] [ 9 ]                                                   |
| 2024 | 第32回 | 韓国・慶尚北道         | 8月28日                                        | ○                                              | 62-5                                           | 韓国 慶山市選抜                                | [ 80 ] [ 9 ]                                                   |
| 2024 | 第32回 | 韓国・慶尚北道         | 8月29日                                        | ○                                              | 69-6                                           | 韓国U18                                        | [ 80 ] [ 9 ]                                                   |
| 2025 | 第33回 | 中国・内モンゴル自治区 | 8月24日                                        |                                                |                                                | 韓国                                           | [ 10 ] [ 81 ]                                                  |
| 2025 | 第33回 | 中国・内モンゴル自治区 | 8月25日                                        |                                                |                                                | 中華人民共和国                                 | [ 10 ] [ 81 ]                                                  |
| 2025 | 第33回 | 中国・内モンゴル自治区 | 8月27日                                        |                                                |                                                | モンゴル                                       | [ 10 ] [ 81 ]                                                  |
| 年   | 回     | 開催地                 | 月日                                           | 勝敗                                           | スコア                                         | 相手                                           | 備考                                                           |